# Kfarrisz
Kfarrisz (arab. كفريش) – wieś w Syrii, w muhafazie Hims. W 2004 roku liczyła 654 mieszkańców.